# ولي بيغ (كراني)
ولي بیغ (بالفارسية: ولی بیگ) هي قرية تقع في إيران في قسم کراني الريفي. يقدر عدد سكانها بـ 85 نسمة بحسب إحصاء 2016.